# فريديريك بوير
فريديريك بوير (بالفرنسية: Frédéric Boyer)‏ هو مترجم وكاتب فرنسي، ولد في 2 مارس 1961 في كان في فرنسا.